# Критически правни изследвания
Критически правни изследвания е движение в правната мисъл, което прилага методи подобни на тези в критическата теория (Франкфуртска школа) към правото (на английски: critical legal studies, съкращавано като CLS и Crit), които се използват и за движението, и за последователите му.

## История
Макар че интелектуалният произход на CLS може най-общо да се проследи до Американският правен реализъм, като отделно научно движение, CLS напълно се появява чак в края на 70-те на 20 век. Множество учени и изследователи от първата върна на американския CLS биват приети правно обучение в университетите, след като са били силно повлияни от социалния опит на движението за граждански права, движението за права на жените и антивоенното движение от 60-те и 70-те на 20 век. Това, което започва, като критическо отношение към американската политика (така както е правена), в крайна сметка се пренася в критическо отношение към доминиращата правна идеология на Западното общество. Заимствайки едновременно от теорията в Америка, както и от европейските социални теоретици, „crits“ (критиците) търсят да демистифицират множество митове в сърцето на мейнстрийма на правната мисъл и практика.
Движението на британските критически правни изследвания започва горе-долу по същото време като неговото американско съответствие. Но въпреки това се концентрира най-вече около определен брой конференции, които се провеждат годишно, специфично около Критическата правна конференция и Националната група на критическите прависти (National Critical Lawyers Group).
При това остават определен брой неприпокриващи се линии в тази общност между теория и практика, естествено между тези, които гледат към подходи, произтичащи от марксизма и тези, които работят в областта на деконструкцията, между тези, които разчитат на експбицитни политически обвързаности и тези, които работят в областта на етиката и естестиката.

## Критика
Много консервативни и либерални учени са били крайно критични към движението за критични правни изследвания, това произтича най-вече от въпроса за недетерминираността, който бива оспорен в известен дебат в края на 80-те на 20 век. Повечето консервативни критици твърдят, че радикалната природа на движението е неконсистентна с мисията на професионалното правно обучение.

## Продължаващо влияние
CLS като движение продължава да се развива във вида на разнообразна колекция от школи на мисълта и социални движения. Обществото на CLS е една много широка група с най-различни групи и подгрупи от критически теоретици в правните училища например на Харвард – Харвардско правно училище, Бирбек колидж (Лондонски университет), Мелбърнски университет, Университет в Кент, Университет Кееле, Университет Глазгоу и други (Великобритания).
В Америка движението има по-скоро отслабващо влияние и известност в правната академия, въпреки това разклонение на CLS във вида например на critical race theory продължава да нараства като популярност.
|  | Тази страница частично или изцяло представлява превод на страницата Critical legal studies в Уикипедия на английски. Оригиналният текст, както и този превод, са защитени от Лиценза „Криейтив Комънс – Признание – Споделяне на споделеното“, а за съдържание, създадено преди юни 2009 година – от Лиценза за свободна документация на ГНУ. Прегледайте историята на редакциите на оригиналната страница, както и на преводната страница, за да видите списъка на съавторите. ВАЖНО: Този шаблон се отнася единствено до авторските права върху съдържанието на статията. Добавянето му не отменя изискването да се посочват конкретни източници на твърденията, които да бъдат благонадеждни. |